# Milano-Sanremo 2023
La Milano-Sanremo 2023, centoquattordicesima edizione della corsa e valida come ottava prova dell'UCI World Tour 2023 categoria 1.UWT, si svolse il 18 marzo 2023 su un percorso di 294 km, con partenza da Abbiategrasso e arrivo a Sanremo, in Italia. La vittoria fu appannaggio dell'olandese Mathieu van der Poel, il quale completò il percorso in 6h25'23", alla media di 45,773 km/h, precedendo l'italiano Filippo Ganna e il belga Wout Van Aert.

## Percorso
La partenza è avvenuta da Abbiategrasso anziché da Milano. Il tracciato si riconduce a quello classico nei pressi di Pavia, prevedendo come principali ascese quelle del Passo del Turchino, i tre capi (Capo Mele, Capo Cervo e Capo Berta), la Cipressa e il Poggio.
La corsa si è conclusa dopo 294 chilometri in via Roma a Sanremo.

## Squadre e corridori partecipanti
Al via 25 formazioni, per un totale di 175 corridori.
| N.      | Cod. | Squadra                           |
| ------- | ---- | --------------------------------- |
| 1-7     | TBV  | Bahrain Victorious                |
| 11-17   | ACT  | AG2R Citroën Team                 |
| 21-27   | ADC  | Alpecin-Deceuninck                |
| 31-37   | AST  | Astana Qazaqstan Team             |
| 41-47   | BOH  | Bora-Hansgrohe                    |
| 51-57   | COF  | Cofidis                           |
| 61-67   | EFE  | EF Education-EasyPost             |
| 71-77   | EOK  | Eolo-Kometa Cycling Team          |
| 81-87   | GBF  | Green Project-BardianiCSF-Faizanè |
| 91-97   | GFC  | Groupama-FDJ                      |
| 101-107 | IGD  | Ineos Grenadiers                  |
| 111-117 | ICW  | Intermarché-Circus-Wanty          |
| 121-127 | IPT  | Israel-Premier Tech               |

| N.      | Cod. | Squadra                |
| ------- | ---- | ---------------------- |
| 131-137 | TJV  | Jumbo-Visma            |
| 141-147 | LTD  | Lotto Dstny            |
| 151-157 | MOV  | Movistar Team          |
| 161-167 | Q36  | Q36.5 Pro Cycling Team |
| 171-177 | SOQ  | Soudal Quick-Step      |
| 181-187 | ARK  | Team Arkéa-Samsic      |
| 191-197 | DSM  | Team DSM               |
| 201-207 | JAY  | Team Jayco AlUla       |
| 211-217 | TEN  | TotalEnergies          |
| 221-227 | TFS  | Trek-Segafredo         |
| 231-237 | TUD  | Tudor Pro Cycling Team |
| 241-247 | UAD  | UAE Team Emirates      |

## Resoconto degli eventi
La corsa viene caratterizzata da una fuga della prima ora, partita al chilometro 15, composta da nove corridori: Samuele Rivi, Alessandro Tonelli, Mirco Maestri, Samuele Zoccarato, Jan Maas, Negasi Abreha, Aljaksandr Rabušėnka, Aloïs Charrin e Alexandre Balmer. I fuggitivi procedono d'accordo, ma non riescono ad andare oltre i 3' di vantaggio, grazie al controllo del gruppo inseguitore ad opera prevalentemente della Jumbo-Visma. La fuga viene ripresa ai piedi della Cipressa a 27 chilometri dall'arrivo. Sulla salita della Cipressa incominciano i primi distacchi eccellenti dei velocisti tra cui Mark Cavendish e Fernando Gaviria. Al termine della discesa della Cipressa una caduta mette fuori gioco, tra gli altri, un altro velocista, Sam Bennett. In un'altra caduta si attarda anche il vincitore dell'edizione 2017, Michał Kwiatkowski.
L'ascesa del Poggio è caratterizzata dal ritmo elevato imposto dalla UAE a opera del belga Tim Wellens seguito a ruota dal suo capitano Tadej Pogačar, il quale è il primo a sferrare un attacco vero e proprio. A rispondere al campione sloveno è da subito Filippo Ganna, seguito da Wout Van Aert e Mathieu van der Poel. Proprio quest'ultimo sferra il contrattacco decisivo a 500 metri dalla termine del Poggio, al quale nessuno è in grado in prima battuta di rispondere. L'olandese scollina con 3" sui tre inseguitori Van Aert, Ganna e Pogačar, stabilendo il nuovo record di ascesa del Poggio in 5'38", 8" in meno rispetto al precedente primato dell'italiano Giorgio Furlan stabilito nel 1994. Il vantaggio al termine della discesa del Poggio sale a 15". L'inseguimento dei tre corridori attardati è vano e Van der Poel vince in solitaria sul traguardo di via Roma, esattamente 52 anni dopo suo nonno Raymond Poulidor. La volata dei battuti viene regolata da Filippo Ganna che precede Van Aert e Pogačar che giungono a 15" di distacco. Nella volata del gruppo il primo al traguardo è Søren Kragh Andersen che precede il connazionale Mads Pedersen.

## Ordine d'arrivo (Top 10)
| Pos. | Corridore         | Squadra       | Tempo    |
| ---- | ----------------- | ------------- | -------- |
| 1    | M. van der Poel   | Alpecin       | 6h25'23" |
| 2    | Filippo Ganna     | Ineos         | a 15"    |
| 3    | Wout Van Aert     | Jumbo         | s.t.     |
| 4    | Tadej Pogačar     | UAE           | s.t.     |
| 5    | S. Kragh Andersen | Alpecin       | a 26"    |
| 6    | Mads Pedersen     | Trek          | s.t.     |
| 7    | Neilson Powless   | EF            | s.t.     |
| 8    | Matej Mohorič     | Bahrain       | s.t.     |
| 9    | Anthony Turgis    | TotalEnergies | s.t.     |
| 10   | Jasper Stuyven    | Trek          | s.t.     |